# 待ちわびて
「待ちわびて」（まちわびて）は、1982年3月25日に発売された和田アキ子の38枚目のシングル。

## 解説
- 作曲は「吾亦紅」のヒットで知られるすぎもとまさと。
- 和田はすぎもとが2007年の『第58回NHK紅白歌合戦』に出場することが発表された際、自身が司会を務めるTBS系『アッコにおまかせ!』内ですぎもとのことを「そんな歌手、全然知りません！」と発言した。ところが、同じく司会を務めるTBSアナウンサーの安東弘樹に本曲と「つれづれ恋人」の2曲を作曲していることを指摘されると、すぐに土下座して謝罪したというエピソードがある。
- すぎもとはこの件に関して「気にしなくていいんですよ。（歌の作曲者を）忘れてしまうこともあるでしょう。」と寛大な態度を示したことで大きなトラブルには発展しなかった。後日、和田はこの紅白のリハーサルの場で、すぎもとに対し改めて謝罪したという。
- B面の「追憶」は、ジム・リーヴスの「He'll Have To Go」の日本語カバー。

## 収録曲
1. 待ちわびて [4:02]
作詞：荻まりこ／作曲：杉本真人／編曲：服部克久
2. 追憶 [3:28]
訳詞：平井一郎／作曲：Joe Allison、Audrey Allison／編曲：小六禮次郎